# Sportplatz
Ein Sportplatz, früher auch Turnplatz, ist eine große, ebene und freie Fläche, auf der man Sport, auch zum Zwecke der Austragung von Wettbewerben, treiben kann. Sportplätze sind die häufigste Ausführung der Sportgelände.

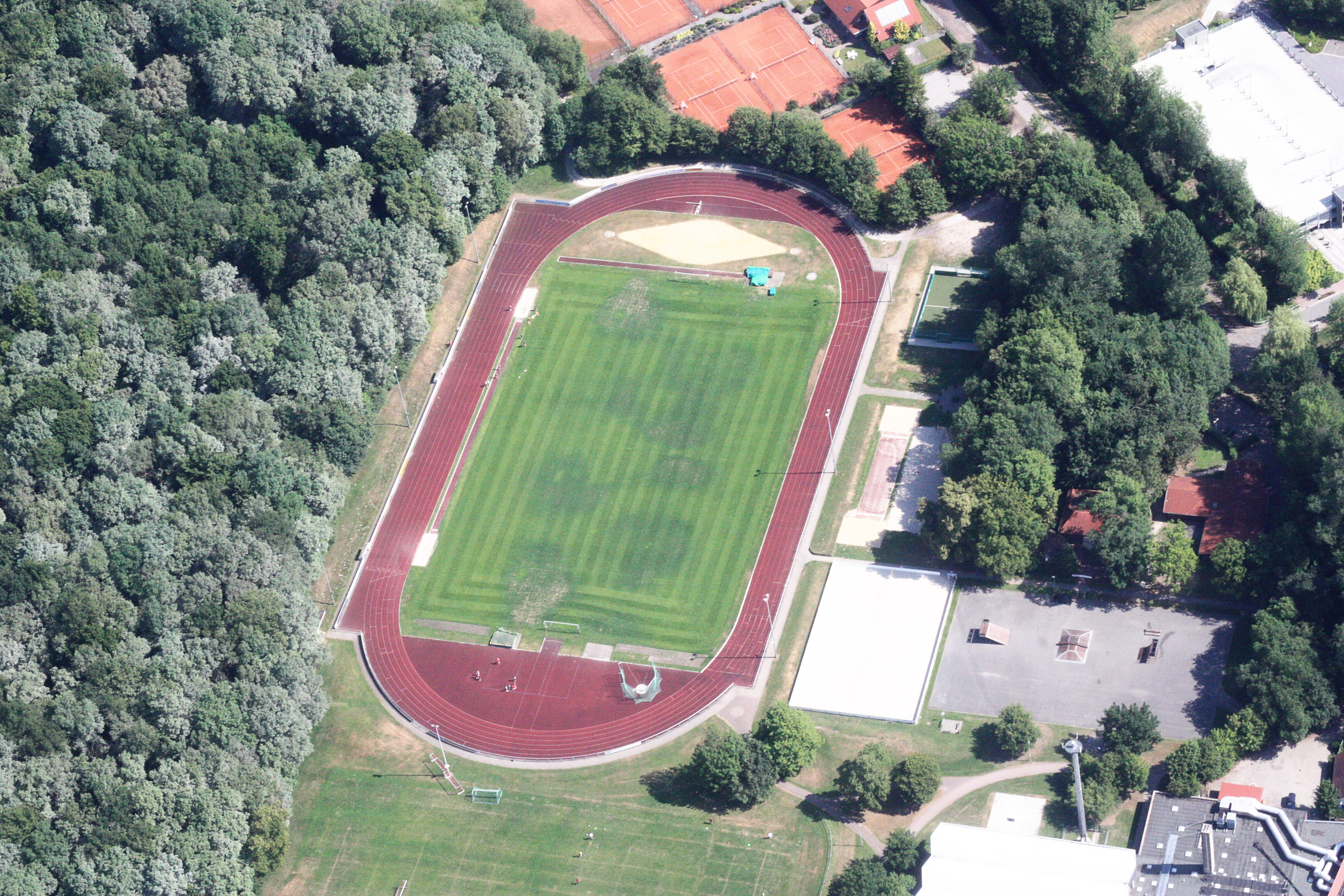
Sportplatz aus der Luft

## Definition
In Deutschland nach der DIN 18035-1 (Sportplätze, Teil 1: Freianlagen für Spiele und Leichtathletik, Planung und Maße) gilt ein Sportplatz als:

„... eine Freianlage, die sowohl dem organisierten Wettkampfsport nach den national und international vereinbarten Regeln der Sportfachverbände als auch den nicht wettkampforientierten, regeloffenen Sport-, Bewegungs- und Freizeitaktivitäten dient.“

Der Sportplatz unterscheidet sich vom Stadion dadurch, dass er keine Zuschauertribüne besitzt. Ein reiner Fußballplatz ohne Tribüne sowie besondere Ausstattung wird auch als Bolzplatz bezeichnet.

## Ausstattung

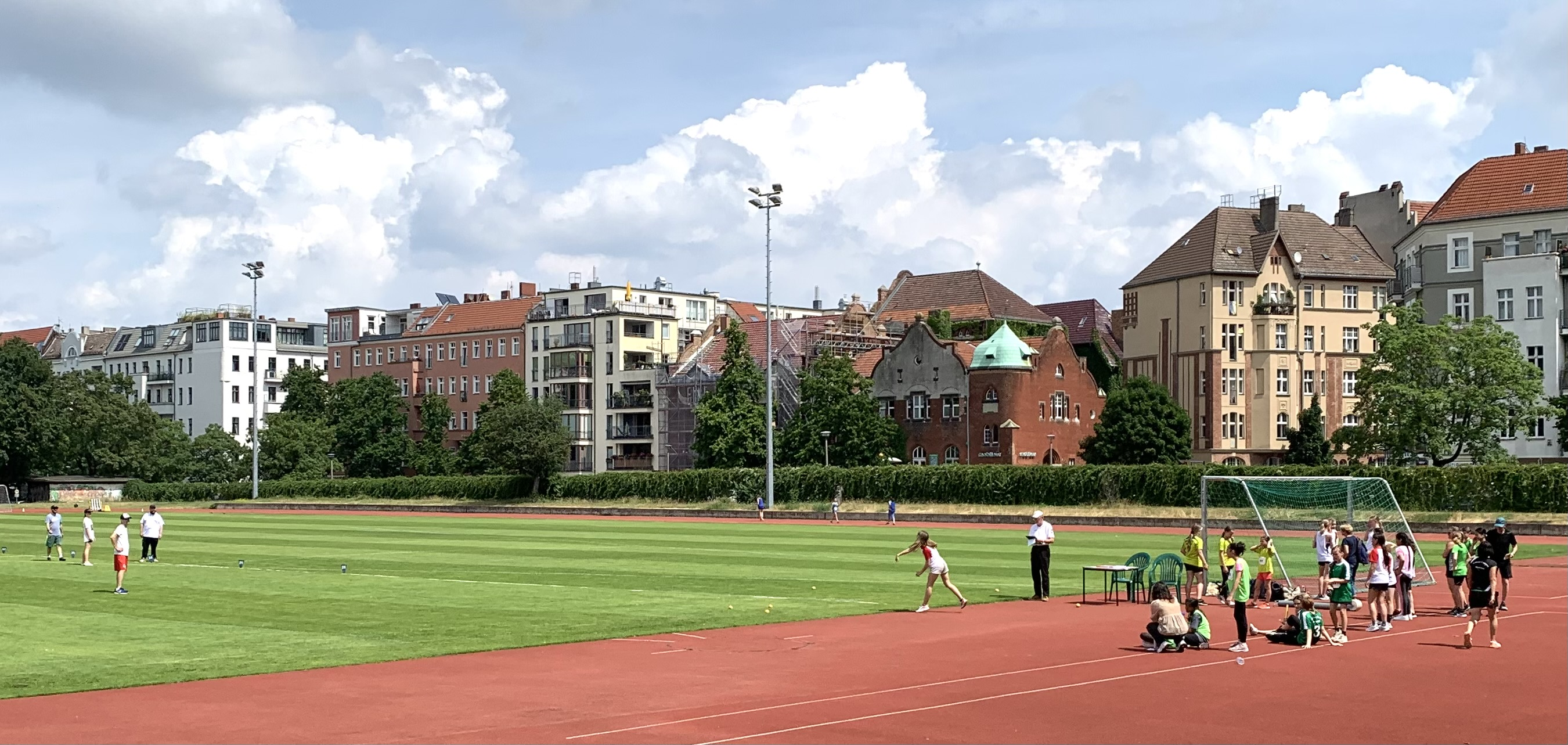
Sportplatz in Berlin, 2023

Der typische Aufbau eines Sportplatzes ist bestimmt durch einen mit Naturrasen versehenem rechteckigen Kleinspiel- oder Großspielfeld an zentraler Position, um den eine Leichtathletikanlage  angelegt ist. Diese sogenannte „Aschenbahn“ hat in der Regel eine Länge von 400 Metern hat. Heute ist eine Kunststoffbahn üblich, die entlang der längeren Seiten des Spielfelds gerade ist und es an der kürzeren Seiten jeweils auf einer halben Kreisbahn umrundet. Für verschiedene Distanzen sind oft zusätzliche Markierungen angebracht. Optional ist darüber hinaus die klassische Ergänzung durch Wurf- und Sprunganlagen. Sie werden mit der Laufbahn in sogenannte Kampfbahnen zusammengefasst.
Das Verlegen von Kunstrasen kann den Pflegeaufwand der Rasenflächen verringern und sorgt für bessere Belastbarkeit und Bespielbarkeit bei schlechten Witterungsbedingungen. Im Ergebnis verbessern sich Spielbedingungen für einige Sportarten wie Hockey oder besonders beanspruchte Spielbereiche wie die Abschlagplätze bei Swingolfanlagen. Eine weitere Alternative zum Naturrasen bietet ein Tennenplatz, das heißt eine Oberfläche aus anderen, zumeist granularen Materialien wie Schlacke/Kieselrot (dioxinhaltig). Diese Art von Belag ist zwar pflegeleicht und hat zum Teil wünschenswerte Eigenschaften hinsichtlich der Belastbarkeit und Bespielbarkeit, jedoch ist ein Teil der üblicherweise verwendeten Materialien verboten. Dem auf Kunstrasenplätzen und anderen Sportanlagen verwendeten Granulat sind oft synthetische Polymere mit einer Größe von weniger als fünf Millimetern zugesetzt, die als Mikroplastik seit Oktober 2023 EU-weit nicht mehr im Handel erhältlich sind.
Darüber hinaus können Sportplätze mit Natur- oder Kunstrasen mit einer Rasenheizung ausgestattet werden, um auch im Winter das Training und Spiel unter guten Bedingungen zu ermöglichen.

## Kommunale Aspekte
Der Sportplatzbedarf orientiert sich in Anzahl und Größe, Typ und Ausstattung an den Bedürfnissen von Nutzergruppen wie Sportvereinen, Schulen, Freizeitsportlern, Behinderten oder Senioren. Vorausgehen sollte der konkreten Objektplanung in einer Kommune eine Sportstätten-Entwicklungsplanung. Geplant werden Sportplätze sowie Freiräume in Sportanlagen dabei von Landschaftsarchitekten.

## Schulische Aspekte
Mit dem Angebot eines Sportabiturs müssen laut Bildungsplan bestimmte Disziplinen  ermöglicht werden. Eine Laufbahn, eine Hochsprunganlage und ein Werferfeld für die Disziplinen Diskus und Speerwurf ergänzen den Sportplatz.